# Sengoku Basara: The Last Party
Sengoku Basara: The Last Party (Nhật: 劇場版 戦国BASARA －The Last Party－ Hepburn: Kịch trường bản Chiến Quốc Basara－The Last Party－) là một bộ phim điện ảnh anime miêu tả sự kết thúc của thời kỳ Chiến Quốc (Sengoku) tại Nhật Bản. Đây là tập cuối của một bộ anime được gọi là Sengoku Basara. Bộ phim được phát hành tại các rạp chiếu phim Nhật Bản vào ngày 4 tháng 6 năm 2011. Bộ phim thu về được khoảng 2 triệu đô la trong tuần thứ ba trình chiếu. Nakai Kazuya, Hoshi Sōichirō, Ōkawa Tōru, Seki Tomokazu, Morita Masakazu, Morikawa Toshiyuki, Koyasu Takehito, Wakamoto Norio, và Noto Mamiko tiếp tục vai trò của họ từ bộ anime dài tập Sengoku Basara với Tachiki Fumihiko, Hayami Show và Fukuyama Jun đóng chung vai những người lần đầu xuất hiện trong Sengoku Basara 3.

## Cốt truyện
Nhật Bản một lần nữa rơi vào tình trạng hỗn loạn khi một thuộc hạ của Toyotomi Hideyoshi, Ishida Mitsunari đã trút cơn thịnh nộ trên khắp toàn quốc trong khi các lãnh chúa khác tập hợp chung một liên minh nhằm mưu cầu cho một kỷ nguyên hòa bình trên đất nước này. Date Masamune và Sanada Yukimura phải chiến đấu với Mitsunari để đưa đất nước đi đến hòa bình.

## Âm nhạc
Ca khúc mở đầu phim là bài "FLAGS" của ca sĩ T.M. Revolution và ca khúc kết thúc phim là bài "The party must go on" cũng của T.M. Revolution.